# Bokenäsets församling
Bokenäsets församling är en församling i Uddevalla och Stenungsunds kontrakt i Göteborgs stift. Församlingen ligger i Uddevalla kommun i Västra Götalands län och utgör ett eget pastorat.

## Administrativ historik
Församlingen bildades 2010 genom sammanslagning av Dragsmarks församling, Bokenäs församling, Högås församling och Skredsviks församling och utgör därefter ett eget pastorat.

## Kyrkor
- Bokenäs gamla kyrka
- Bokenäs nya kyrka
- Dragsmarks kyrka
- Högås kyrka
- Skredsviks kyrka